# 苍社镇
苍社镇，是中华人民共和国陕西省汉中市宁强县一个已撤销的乡级行政区，2015年，陕西省民政厅批复同意撤销苍社镇，将其所辖行政区域划归太阳岭镇。